# Айдаркен
Айдаркен (на киргизки: Айдаркен) е град в Кадамджайския район на Баткенска област, Киргизстан. Разположен е на северните склонове на Алайския хребет на 2000 м надморска височина, на 45 км югозападно от районния център Кадамджай и на 59 км югоизточно от областния град Баткен.

## История
Районът на селището е бил известен с живачните си руди още през Средновековието. Айдаркен възниква през 1941 година като селище към рудник за добив на живачни руди. През 1942 година е въведен в експлоатация Айдаркенският живачен комбинат, който експлоатира живачните залежи в района. През 2005 година Айдаркенският живачен комбинат е третият най-голям производител на първичен живак.
През 2006 година името на селището от градски тип е променено от Хайдаркен на Айдаркен, а през 2012 година е обявено за град.